# Салінас (Пуерто-Рико)
Салінас (ісп. Salinas, МФА: [saˈlinas]) — муніципалітет Пуерто-Рико, острівної території у складі США. Заснований 22 липня1851 року.

## Географія
Салінас розташований у південній частині острову Пуерто-Рико. 
Площа суходолу муніципалітету складає 180 км² (8-е місце за цим показником серед 78 муніципалітетів Пуерто-Рико).

## Демографія
Станом на 2010 рік на території муніципалітету мешкало 31 078 ос.
Динаміка чисельності населення:

## Населені пункти
Найбільші населені пункти муніципалітету Салінас:
| Населений пункт | Статус | Населення :   | Населення :   | Населення :   |
| Населений пункт | Статус | на 01.04.1990 | на 01.04.2000 | на 01.04.2010 |
| --------------- | ------ | ------------- | ------------- | ------------- |
| Сентраль-Агірре | Селище | 1 601         | 1 588         | 1 301         |
| Коко            | Селище | 3 478         | 5 803         | 5 758         |
| Кокі            | Селище | 3 051         | 3 590         | 3 293         |
| Ла-Плена        | Селище | 1 320         | 1 036         | 865           |
| Лас-Очента      | Селище | 1 275         | 1 199         | 951           |
| Плаїта          | Селище | н/д           | 673           | 553           |
| Салінас         | Місто  | 6 786         | 6 141         | 4 771         |
| Васкес          | Селище | 2 182         | 2 297         | 1 890         |